# Золотая медаль имени С. А. Чаплыгина
Золотая медаль имени С. А. Чаплыгина присуждается Российской академией наук с 1995 года за выдающиеся теоретические работы по механике. Носит имя российского и советского учёного в области математики и механики Сергея Алексеевича Чаплыгина.

Внешний вид медали
Обратная сторона медали

## История
Медаль была учреждена Постановлением Президиума РАН от 23 февраля 1993 г. № 47 «О золотых медалях и премиях имени выдающихся ученых, присуждаемых Российской академией наук». Медаль вручается раз в пять лет.

## Награждённые учёные
- 1995 — Григорий Александрович Тирский — за цикл работ «Термохимически неравновесная гидродинамика»
- 2000 — Вениамин Петрович Мясников — за цикл работ в области механики неупругих сред
- 2005 — Феликс Леонидович Черноусько — за цикл работ по динамике систем при наличии сухого трения
- 2010 — Владимир Яковлевич Нейланд — за цикл работ в области газовой динамики
- 2015 — Валерий Васильевич Козлов — за цикл работ по аналитической механике и теории устойчивости движения
- 2020 — Александр Георгиевич Петров — за цикл работ по гидродинамике